# Самострілівська сільська рада
Самострі́лівська сільська́ ра́да — орган місцевого самоврядування в Корецькому районі Рівненської області. Адміністративний центр — село Самостріли.

## Загальні відомості
- Самострілівська сільська рада утворена в 1946 році.
- Територія ради: 24,498 км²
- Населення ради: 901 особа (станом на 2001 рік)

## Населені пункти
Сільській раді підпорядковані населені пункти:
- с. Самостріли
- с. Городище

## Склад ради
Рада складається з 12 депутатів та голови.
- Голова ради: Дяденко Валентина Степанівна
- Секретар ради: Тимощук Галина Іванівна

### Керівний склад попередніх скликань
| Прізвище, ім'я, по батькові  | Основні відомості                                                 | Дата обрання | Дата звільнення |
| ---------------------------- | ----------------------------------------------------------------- | ------------ | --------------- |
| Дяденко Валентина Степанівна | Сільський голова, 1960 року народження, освіта вища, позапартійна | 26.03.2006   | 31.10.2010      |
| Дяденко Валентина Степанівна | Сільський голова, 1960 року народження, освіта вища, позапартійна | 31.10.2010   |                 |

Примітка: таблиця складена за даними сайту Верховної Ради України